# Xihe, Longnan
Xihe, tidigare stavat Siho, är ett härad inom Longnan stad på prefekturnivå i provinsen Gansu i nordvästra Kina.
Xihe är indelat i 16 köpingar och fyra socknar.
Köpingar (zhen):

- Changdao (长道镇)
- Daqiao (大桥镇)
- Hanyuan (汉源镇)
- Heba (何坝镇)
- Jiangxi (姜席镇)
- Luhe (卢河镇)
- Luoyu (洛峪镇)
- Mayuan (马元镇)
- Shaoyu (稍峪镇)
- Shibao (石堡镇)
- Shili (十里镇)
- Shixia (石峡镇)
- Suhe (苏合镇)
- Xigaoshan (西高山镇)
- Xinglong (兴隆镇)
- Xiyu (西峪镇)

Socknar (xiang):

- Haolin (蒿林乡)
- Liuxiang (六巷乡)
- Shaijing (晒经乡)
- Taishihe (太石河乡)